# 佐渡市の小学校一覧
佐渡市の小学校一覧（さどしのしょうがっこういちらん）は、新潟県佐渡市内にある小学校の一覧。
島内各地区（旧市町村）ごとに記述してある。

## 両津地区
- 加茂小学校
- 河崎小学校
- 内海府小学校
- 前浜小学校
- 両津吉井小学校
- 両津小学校
- 両尾小学校　1902年創立

## 相川地区
- 高千小学校 - ウェイバックマシン（2000年10月18日アーカイブ分）
- 金泉小学校
- 相川小学校 - ウェイバックマシン（2000年10月18日アーカイブ分）
- 七浦小学校 - ウェイバックマシン（2001年4月12日アーカイブ分）

## 金井地区
- 金井小学校

## 佐和田地区
- 沢根小学校
- 河原田小学校
- 八幡小学校
- 二宮小学校

## 新穂地区
- 新穂小学校　1902年創立
- 行谷小学校
- 新潟県立佐渡特別支援学校小学部

## 畑野地区
- 畑野小学校
- 松ヶ崎小学校

## 真野地区
- 真野小学校

## 赤泊地区
- 赤泊小学校

## 羽茂地区
- 羽茂小学校

## 小木地区
- 小木小学校